# Epadoretus expallidus
Epadoretus expallidus är en skalbaggsart som beskrevs av Medvedev 1949. Epadoretus expallidus ingår i släktet Epadoretus och familjen Rutelidae. Inga underarter finns listade i Catalogue of Life.